# ایلیا وکوآ
ایلیا وکوآ (گرجی: ილია ვეკუა؛ ۶ مهٔ ۱۹۰۷ – ۲ دسامبر ۱۹۷۷) ریاضی‌دان، استاد دانشگاه، و سیاستمدار گرجی بود.
وی همچنین برندهٔ جوایزی همچون مدال دفاع از قفقاز، جایزه دولتی اتحاد شوروی، نشان لنین، و جایزه لنین شده‌است.